# 2014年臺北市長選舉爭議事件
2014年臺北市長選舉風波及爭議事件，列舉2014年中華民國地方公職人員選舉中，臺北市市長選舉之連勝文與柯文哲候選人及其競選團隊與支持者的相關事件。

## 連勝文陣營

### 金錢及財產問題

#### 權貴圈購康師傅TDR
2013年12月，《壹週刊》爆料，2009年頂新董座魏應交引薦連勝文、江丙坤、徐立德等261位權貴圈購康師傅TDR， 並退傭7500多萬元給圈購人。連勝文聲明只認購25張及2萬元退費，絕非媒體所報導的172張。2014年3月壹週刊又爆料，以連勝文為最大股東的連家企業「富仁投資」在連勝文擔任董事長時，圈購了100張。連勝文不承認富仁投資的100張，但在宣布參選北市長前突然辭去富仁投資董座，以做切割。

#### 鐿鈦科技與金衛TDR
2014年3月3日，周玉蔻到地檢署告發連勝文，涉嫌在金衛TDR和鐿鈦科技2檔股票中，操縱股價、內線交易。周痛批連勝文運用游走兩岸的政商關係，擾亂台灣金融市場，呼籲金管會還有檢調機構介入調查。連勝文辦公室新聞聯絡人秦蕙媛回應，周玉蔻的指控，根本張冠李戴，周也是國民黨黨員，黨中央難道可以坐視不管？

#### 被檢舉隱匿海外財產
2014年9月23日，周玉蔻指出，連勝文在香港成立的Evenstar公司也擁有金衛5%的股份，質疑連勝文海外財產申報不實。10月13日，段宜康立法院質詢時指出，連勝文並無確實申報他在香港Evenstar公司的投資事業，並向監察院檢舉。

#### 黨內初選爭議
- 蔡正元打假球 ：同黨參選人蔡正元一路「打丁尊連」，丁守中批蔡正元打假球[14][15][16]。資深媒體人周玉蔻批：「蔡正元是連勝文外圍的打手」、「連勝文結合蔡正元打邪門的假球；對丁守中進行無情的人格摧毀戰。[17]」
- 2014年4月17日，蔡正元宣布棄選，還公布1份初選民調結果。丁守中表示，蔡正元公布的是假數字，進行民調時，各參選人只能「抽檢、旁聽」，不可能得到確切的民調結果，蔡正元的民調數字造假、誤導，蔡與連認為丁守中會贏得初選，才公布假民調[18]。
- 2014年4月18日，黨員投票前一天，蔡正元喊出「棄蔡保連」，呼籲黨員將票投給連勝文。
- 黑函：有人以「關心台北未來的市民李游香」署名在各大報刊登半版廣告抹黑丁守中，直指丁守中刪減軍人退休年終慰問金，並批評丁從不檢討。對此，丁守中表示，這個廣告就跟過去蔡正元所發的黑函一模一樣，連陣營在民調上大幅落後，就操作棄保，操作不實的廣告。廣告內容指：「丁自稱最用心照顧退伍軍人，卻在立法院表決時，舉手贊成刪減軍人退休年終慰問金，讓退職軍人、軍眷的福利大受打擊」。對此，丁守中解釋說，關於退休軍公教的年終獎金，他是跟國民黨的政策完全一致的，他的投票跟陳鎮湘、費鴻泰、林郁方、蔣乃辛、羅淑蕾都是一樣的[14][19]。至於連陣營說馬英九和黨務系統在背後暗助他，丁否認並表示，馬是不沾鍋，已經因服貿滿頭包，哪敢幫忙[20]。國民黨台北市黨部發新聞稿替丁守中澄清指出，丁是遵照黨團決議投贊成票，並無不當[21]。包括蔡正元也投贊成票[22]。

### 大連艦隊風波
- 選戰開始，連勝文喊出大連艦隊，被認為犯了驕兵多敗的大忌。初選末期，丁、連「殺紅了眼」，丁守中曾求見連戰，但恩師不見。[23]
- 4月18日，連戰出手為兒子助選，電視文宣廣告打悲情牌，丁守中指連陣營是「大連艦隊」，這麼多的人馬、資源優勢、政商關係，足以組織一個行政院，一個中央黨部，組織一個台北市政府，財力足以一天花數百萬元廣告費，媒體人脈佔盡優勢，外加蔡正元一路幫連勝文打擊護航，就因為連勝文對諸多個人爭議應變無能，不敢辯論，一路開高走低。 [24]
- 百人市顧問團[25]，顧問團團長歐晉德，團成員包括：前台北市交通局長林志盈、開宇研究諮詢公司總經理喻銘鐸、中央大學產經研究所所長鄭有為、台大醫師吳毅暉、桃園機場捷運公司董事長劉奕成、廣告人徐一鳴、協合國際法律事務所律師林進富、世新大學教授游梓翔、台灣防暴聯盟理事長張錦麗等[26][27]。競選總部主委：陳烱松、競選總幹事：蔡正元、競選總部執行長：前台北市民政局長何鴻榮(取代汪誕平)[28]、機要組組長張碩文(被拔除發言人職務[29]）
- 團隊多媒體人被戲稱是開報社。團隊發言人有游梓翔、中國時報記者秦蕙媛、聯合報記者錢震宇、前中天記者游淑惠、中國時報副主任單厚之，楊永明 [30]、辯論組組長為前新聞主播李猶龍[31][32]。團隊裡媒體人多到有人開玩笑說，又不是要「開報社」。「大連艦隊」被譏為「媒體兵團」。[32]
- 7月3日，連勝文接受少康戰情室節目專訪，「馬英九隔海打氣 挺連勝文奪北市」。
- 7月30日，連勝文表示，台北市長現在打的是負面選戰，他心中已有總幹事人選，條件是「對處理負責選戰很有經驗、砲火要強，還要能聽得懂我說的話」，鎖定的對象就是蔡正元。7月31日 蔡正元在臉書發文證實加入連營擔任競選總幹事。[33][34][35]
- 評論蔡正元為臺灣戰神並向蔡告白：8月20日，連勝文透露找蔡正元是因為：「我覺得他戰鬥力真的很強。講真的，黨內初選時所有人的明槍暗箭，我都可以反擊，只有老蔡Ｋ我，我完全無法打回去，而且又好笑又好氣。我說，委員，我稱你為『台灣戰神』。」[36][37]
- 8月20日，正式公布競選主軸「散播希望的種子」，並發表由黃國倫操刀的百萬元競選主題曲「希望的種子」。[38][39][40][41]
- 9月2日，登記參選後面對群眾激動怒吼： 「我在此宣布，反攻的時候到了，今天就是我們的諾曼第登陸！」[42][43][44]
- 10月1日，《壹週刊》爆料，蔡正元把老爺幫逐出總部後，公子幫又形成小鬼幫，並力拱張碩文取代蔡正元，上演鬥爭戲碼。[45][46][47]
- 11月4日，張碩文在 line群組批蔡正元，「真的請工頭的不要再po FB了，真的請您把總部工作方向策略訂好，方向錯誤我們打個屁。」[48]
- 11月30日，連勝文慘敗後，傳蔡正元避走赴中國大陸，壹周刊隔天早上在桃園機場獨家捕獲野生蔡正元[49]。連勝文本人也神隱三天，沒有公開向民眾謝票的行程。
- 12月17日，蔡正元神隱18天後露面接受媒體訪問強調：「我不認為我個人作戰方式是連勝文失去選票原因。」

### 賄選疑雲
1. 台企聯補助台商返台機票：2014年9月6日，全國台灣同胞投資企業聯誼會 (台企聯) 在「2014年九合一選舉兩岸台商國民黨後援總會」，成立大會宣佈台商返台投票「機票優惠」，接近半價優惠機票以換取支持中國國民黨候選人[50][51][52]。台企聯並非單純的台商聯誼組織，而是經過中國官方核可、批准設立，背後有著中共干涉的影子。台企聯名譽會長包括前後任海協會長陳雲林、陳德銘，以及國台辦主任張志軍，都是中共涉台事務主要負責人。且台企聯幹部，多是中方人士[53]。
2. 疑似大陸籍配偶走路工：2014年10月12日，中國生產黨在國軍英雄館舉辦「新住民大聯盟後援會」，動員大陸籍配偶到現場為連勝文造勢，被踢爆，該黨透過LINE群組招兵買馬，陸配到現場可拿到現金1000元。台北地檢署表示，已主動剪報分案，由查察賄選及暴力執行小組負責調查。[51][54]
3. 青年後援會發兌換券爭議：2014年10月28日，成立青年後援會，被爆料現場有發放車輪餅的食物兌換券[55][56]。
4. 演藝工會餐會疑似賄選：2014年10月29日，太陽花學運參與人王奕凱與新北市議員參選人臧家宜舉行記者會，公布民眾提供的影片，指控演藝工會10月24日在一郎餐廳席開50桌，邀請民眾赴宴參加連勝文後援會，進入宴會場吃喝不需檢查身分，事前事後都不必付錢，明顯超過每人30元的賄選門檻，涉嫌賄選，他們將檢附相關影帶證據到地檢署檢舉提告。對此，連勝文總部發言人錢震宇表示，連勝文只是受邀參加餐會，連營對演藝工會餐會安排細節並不知情也無關連[57]。
5. 偏頗問卷及疑似賄選：11月13日，網友在PTT爆料，有團體在東區用街頭填問卷的方式「挺連黑柯」。內容都在抹黑柯文哲，稱頌連勝文，填完問卷後，可以得到50元的全家便利商店禮券。網友將影片上傳到網路後[58][59]，引來一片罵聲，有網友質疑為「洗腦式訪問」和「賄選新招」[60]。楊雅喆怒批很下流[61]。連營稱不是連營所為[62]。

### 競選廣告風波

#### 為什麼要選連勝文？廣告文宣
7月13日 ，推出《為什麼要選連勝文》傳單文宣。連國民黨黨工都傻眼， 戲稱要編成歌謠。 

#### 悠遊卡: 生活的小確幸短片
8月初 ，網路出現一支署名連勝文的微影片，故事內容是一個女孩的一天，強調台北人生活脫離不了悠遊卡，推出後引起熱議。影片中，女孩刷悠遊卡花110元買早餐，還買了星巴克，說這是生活的小確幸。連營澄清這是行銷公司的Demo帶， 不是連陣營所拍攝，要求廠商自行下架。
網友重製成各種版本。8月7日 ，一支標題為「連勝丼競選微影片」配音完整版的kuso版在網路爆紅，5天吸引逾52萬人次點閱，但因旁白提及「反正悠遊卡公司早就壟斷台北市了」，引發悠遊卡公司抗議，要求發文作者需說明或把影片下架，該作者在ptt訴苦「小蝦米如何與大鯨魚鬥」。網友酸說，悠遊卡壟斷又不是新聞。連勝文則批網友是對手柯文哲的網軍。
連勝文接受新新聞專訪時說：「還有他們的網軍。先前，一家三、四人的工作室想幫我們做文宣，後來我們沒有同意，那個工作室把demo放到網上幫自己做宣傳。他們網軍看到，選在半夜十二點多同時在社群網站大量放送！一般人會幹這種事情嗎？早就都睡了！一般網友哪有這樣，這是網軍啊！你老柯再怎麼狡辯，但大家心知肚明，就是你網軍在搞。表面上你是正面清新的庶民代言人，背後是『暗黑破壞王』。」

#### 希望的種子 (如果我很有錢)廣告CF
9月10日 ，連陣營推出第一支電視競選廣告問年輕人：「如果我很有錢」、「如果我爸很有錢的話？」、「如果我是連勝文？」。一推出就被鄉民噓爆，「這是公然炫富嗎？」「幹嘛自婊？」。網友kuso「我不要跟連勝文一樣」、「炫富(父)自婊中」。
9月19日 ，TVBS民調顯示出「一直玩」CF後，連勝文年輕族群支持狂跌了22%，從8月份41%變成9月份19%，此影片隨即從官網移除下架。

#### 徵選歌曲
9月30日，模仿柯陣營《台北調-你來定調》的模式，舉辦徵選歌曲活動，引發鄉民熱烈參與。有網友改編兒歌哥哥爸爸，也有網友改編流行歌曲笨小孩、寶貝、BarBarBar、天黑黑。也有網友批，連勝文團隊開出最高獎金5萬元，就要買下歌曲，似乎是藐視創意。

#### 你認識我嗎？廣告文宣
10月21日 ，推出《你認識我嗎？我是連勝文》小冊子文宣，婚紗照當封面，內容說，他夢想玩賽車和打NBA、念書時常不客氣的夾同學的便當菜。從排版、編輯到內容都被批評得體無完膚，被嘲諷「國小作文嗎？」、「這是國中畢業紀念冊嗎？」。連勝文表示，針對長輩對字體的要求，希望能夠大一點，所以製作過程較快，不清楚是由誰印刷的。爆紅之後，一本難求，幕僚稱被民眾領完，競選總部的義工卻說溜嘴「都被回收了。」

#### 提告惡搞網友
- 食安競選廣告在網路出現各種Kuso版本。[96][97][98][99][100][101]
- 10月27日，連陣營表示，已經請律師對網友提出「意圖使人不當選」告訴。[102][103]
- 10月28日，靠北勝文接受訪問表示，並不畏懼，還說「連營可能被打到痛處了，要告就去告。」並在臉書發文：「連營要不要思考自己拍攝的內容？強調自己才覺得連陣營意圖使自己不當選，那連營要不要也告自己？」、「台北市選舉藍營選這麼辛苦，卻從沒看過連營檢討自己，台北市好不好，台北市民很清楚。」[104]新聞報導評：「網路無弗屆 ，創意無底限，連勝文要告網友意圖使人不當選， 恐怕這訴狀紙要準備很多張。」[102]

#### 食安廣告涉抄襲
10月28日，有網友在批踢踢爆卦，連勝文食安廣告抄襲加州樂透廣告。大黑板、梯子、桌子、檯燈等布景道具、背景音樂、燈光效果、運鏡手法皆雷同，相似度高達九成。范可欽承認有「參考」該影片，但否認是抄襲。

#### 散播希望的種子: 釋迦牟尼也是權貴廣告文宣
11月2日 ，推出《散播希望的種子》小冊子文宣 。提到，「釋迦牟尼從王子的權貴，走向渡化眾生，耶穌基督從木匠的平凡，開啟信望愛的大道，人的價值不在出身，而在於責任與態度。」連勝文自比為釋迦牟尼佛，引發民眾批評。

#### 同一種世界廣告CF
11月17日，公佈競選廣告《同一種世界》，由鄺盛、方文山製作，以街舞為主題，主打年輕人，傳達大家都生活在同一個世界。卻引起年輕人的反感， 被批評是「平行世界」、「不了解年輕世代」、「消費街舞文化」、「空洞膚淺」。連勝文表示，這就是他要傳達的意象，「這就是我的style」。

#### 依珊的那一天廣告CF
選前倒數，連營大打悲情牌 ，妻子蔡依珊上電視接受專訪幾度在鏡頭前淚崩，選在投票前4天槍擊案四周年推出妻子蔡依珊主演的電視廣告，淚談槍擊案，影片在Youtube有高點閱率，卻關閉留言。連勝文對外說他不知道廣告會談槍擊案，拍攝前也不清楚廣告內容，不清楚拍攝時有將這段內容錄下。

#### 台北明天過後廣告CF
選戰倒數3天，連營推出「台北明天過後」CF，模仿好萊塢科幻災難電影《the Day After Tomorrow》，以穿越時空方式，模擬柯文哲政當選後的台北市，影片分成上下集，上集上傳後惡評排山倒海 ，不到半小時，就遭到大量網友檢舉而被迫下架，連國民黨台北市黨部粉絲專頁都無法登入。影片被迫下架後，競選總幹事蔡正元在臉書重新貼出，又引來網友一片撻伐，痛批國民黨抹黑、沒水準。下集在數小時內就被數千名網友按下「不喜歡」，灌爆留言版，短短幾小時即關閉留言功能。影片還被抓包錯誤百出，被網友KUSO成不同版本

。還有網友推出「【台北明天過後】 如果連勝蚊當選版 （页面存档备份，存于）」，反諷連勝文的政見。連勝文競選總部表示，相當歡迎大家理性的政策辯論，但是不應惡意檢舉，不僅違背民主作風，更反映出柯文哲支持者不願意誠實面對空洞的政策，是心虛的表現，同時也是證明柯文哲的政策原來這麼禁不起市民的檢驗。連營人士並表示影片得到相當好的迴響，有許多支持者紛紛寫信給他們。柯文哲表示，別人負面文宣不斷推陳出新他也不曉得怎麼辦，人家有錢要花光光他也沒辦法。

### 政見風波

#### 台北雙核心
2月24日，宣布參選，以復興西區打造「台北雙核心」為競選主軸。4月12日，再度提出「西區復興、東區升級」的「新視野計畫」，規畫將市政府遷往台北車站周圍。丁守中批評在西區重蓋市府與市議會是嚴重錯誤與浪費政策，在東區建多功能營運中心，是財團炒地皮思維，市府西遷，只會助長台北市東區與西區落差，錯誤的政策比貪汙還可怕。

#### 新生高地下化
5月29日，於參訪東京時說，可以參考東京，把新生高架橋地下化，引來質疑：難道連勝文不知新生高下面有瑠公圳（堀川排水溝）？連回應：「技術上是可行，但是要花很多錢。這才是最重要的問題。」

#### 內湖南港黑壓壓
7月16日，在不動產仲介同業公會活動上闡述住宅政策時，表示：「很多人搬去內湖南港，發現生活機能不夠，晚上黑壓壓一片，於是又說這裡沒有便利超商、超市，沒有我們要的菜市場，傳統菜市場都沒有。」遭質疑失言，引發熱議和網友kuso
。連勝文競選辦公室澄清連勝文的談話是在反映地方民眾對居住環境生活機能不足的心聲，並非指全港、湖都沒有便利商店與市場。幕僚張斯綱又在政論節目《新聞追追追》替連勝文辯護說，連勝文指的南港是「四、五期重劃區」，連勝文的言論都是被網路酸民扭曲誤解。張斯綱當場被台北市議員徐佳青打臉。徐佳青表示，四、五期重劃區屬工業區，不是住宅區，根本不要規劃生活機能，郝龍斌還被逼對重劃區亂蓋的豪宅開罰，連勝文根本不了解台北市發展。網友則笑稱「這根本是年度最佳打臉」、「臉超腫」。柯文哲市府上任後坦言，內湖區的發展待改善。

#### 社子小島說
7月26日，推出競選影片，連勝文跟外僑說「台北西北方的小島」社子島，可規劃成自由經貿區。引來外界一陣批評，被對手柯文哲譏 ：「我只知道社子島不是島」，「自經區應該是選有港口有機場的地方」。連則回覆：「你去看看英文翻譯就知道了。」周玉蔻批評，連勝文錯把沙洲舢舨港的社子島，當成四通八達、可以開發為海港的小島，誇誇其談。

#### 台北市府前冒出石油
7月25日， 《新聞會客室》錄影時，被沈春華問到政策牛肉，錢從哪裡來。連勝文開玩笑表示「如果我們今天回去睡覺，第二天起來，台北市政府門口前突然噴出石油來，你食衣住行、你吃喝玩樂我都包，但這件事不可能發生，如果有石油，我會弄得比汶萊更好。」資深媒體人周玉蔻批連勝文：異想天開，一天一夜談的本色，揭穿了他自詡突出的經濟長才訓練原來只是空夢一場的真相。

#### 耶誕放假
7月11日，連勝文拋出「小確幸政策」，提出12月25日耶誕節放假，結合跨年和農曆年，成為時尚購物節，創造「吃得飽」的就業機會，卻被鄉民諷刺「市長可決定國定假日？」，「寧可加薪」。

#### 夜間動物園
8月14日，連勝文舉行觀光政策記者會，主張比照新加坡規劃推動「夜間動物園」，藉以帶動台北市南區觀光；也主張爭取高消費族群，尤其是中東地區的高消費旅客，台北可以發展清真美食，吸引穆斯林旅客。

#### 南機場瓦斯
8月25日，走訪南機場社區，里長再度提及老舊社區瓦斯「桶」的老問題，連一直問瓦斯管線問題，不知道南機場沒有瓦斯管線，一直答非所問，經過里長解釋，還是一再跳針，讓當地里長非常激動。有些居民也批評連勝文，根本沒做功課，只是來作秀。

#### 一殯遷至山豬窟
8月28日，提出將第一殯儀館遷至南港山豬窟，在一殯蓋「小帝寶」 。連勝文說：「我蓋的絕對會讓大家滿意，你要我『試住，兩天』也可以。」蔡正元還說，「可以請神父、牧師、道士、喇嘛、和尚、活佛來做法。保證絕無疑慮！」。殯儀館遷山豬窟的政見，引發朝野議員砲轟。多名議員到南港抗議，連勝文酸說：「要在『充滿氣味』的地方來抗議來作秀，也是不容易的事情。」引發更大反彈，連被批不了解台北 ，不知山豬窟早已改建成生態公園。連改口說：「一些地方朋友跟我們說，有時候晚上會有沼氣。」

#### 共享車位
10月13日，推出《連勝文競選影片-共享台北》。提出「車位共享計畫」，引發負評， 被網友譏「腦殘政策」、「可以停在帝寶嗎？」。連勝文切割說，那是市民的提案。

#### 流浪狗送雲嘉
11月10日，連勝文上廣播電台專訪談到動保政策時，被問到浪狗收容所不足的問題，回答 ：「你說台北市土地有限，就算新北市土地可能有限，你往南走，雲林縣總可以吧？嘉義縣總可以吧？」，引發雲嘉縣市長和輿論反彈。隔天連勝文澄清：「我們是希望跟有愛心的其他縣市的政府合作， 若民進黨籍縣市首長不願來跟北市合作、沒有愛心保護流浪動物，我們可以找有愛心其他縣市首長合作。」。此話又引起同是國民黨的嘉義市長候選人陳以真的批評。

#### 趙少康問FTA
11月11日，接受《少康戰情室》專訪，主持人趙少康就中韓FTA問題，三次做出「高飛球」給連勝文，連勝文忽視趙的問題，只按照原先準備的講稿回答，趙少康一再重複問題，被一直跳針，連來賓沈富雄都露出不耐煩的神情，最後趙少康傻眼急進廣告。訪談片段在網路瘋傳，點閱率超過百萬次。讓自詡財經專家的連勝文，被網友和媒體揶揄。

#### 市府路改成經國路
11月18日，國民黨台北市黨部在《中國時報》、《聯合報》刊登半版廣告，指責柯文哲曾批評「經國路」無恥，並質疑「台灣有登輝大道，你會說無恥嗎？」。蔡正元稱登輝大道是李登輝在任時的正式路標，卸任後才被更換，但新北市交通局表示自始至終都稱為淡金路，登輝大道僅是當地人的暱稱。
11月22日，選前一周，連勝文為鞏固深藍選票，提出政見「當選後要把市府路改成經國路」。柯文哲回應，討厭那種馬屁文化；柯也宣示「若當選，不會用自己名字去落款」，建築物不會有「柯文哲題」字樣，只有建築師可留名。

#### 缺席政見發表會
11月22日，缺席公辦政見發表會。主持人：「候選人經唱名三次未到，以棄權論。本時段政見發表， 提前結束。」遭網友酸評：「政策透明，表現出沈默的力量了，很棒」、「連勝文這次政見發表無懈可擊，毫無缺點可攻擊」、「這次表現得比辯論好」、「阿文很有料啊，改觀了」。

### 連勝文出生地

#### 一說為台北
- 2014年9月27日，於競選總部成立造勢晚會現場說：「各位朋友，勝文出生在台北。」[190]
- 2014年10月12日，謝長廷在臉書上發文指出， 連勝文士林區後援會的邀請函寫著「勝文在台北出生長大」，但維基百科的資料上寫「出生於台南」。「台北市外來人口超過一半，其實不需要扭曲出生地來拉近情感，這樣反而讓人質疑其講話的誠信度」[191][192]。 連勝文陣營發言人錢震宇回應，任何人都可以編輯維基百科，這些資訊並非經過官方認證並不可信，文宣上的出生地才是正確資訊，絕對沒有特意扭曲，博取選民的認同。錢反批謝前院長竟然毫不求證，只會抄維基百科，就拿來當成攻擊連勝文的東西，可見謝前院長水準。[193][194]
- 2014年11月7日，在辯論會說：「勝文在台北出生長大。」[195]

#### 一說為臺南
- 2012年1月6日 ，聯合報， und.com，標題: 『連勝文 藍營北市長熱門人選』。此則報導的撰稿記者是連勝文總部發言人錢震宇 。[196]
- 2012年1月6日 ， 北美世界日報， worldjournal.com，標題: 『連勝文 藍營北市長熱門人選』。[197]
- 2012年1月14日，新華澳報，waou.com.mo， 標題『藍營中生代「卡位戰」大猜想』。[198]
- 2012年1月16日，東森新聞雲，ettoday.net，標題『「大局哥」連勝文紅不讓　下屆北市長熱門人選？』。[199]
- 2014年2月19日，新華澳報，waou.com.mo， 標題『連勝文的傳奇經歷』。[200]
- 2014年2月24日，中央廣播電臺  ，rti.org，標題『 連勝文選北市長 牽動黨內勢力』。[201]
- 2014年2月24日，三立新聞  ，setn.org，標題『「西區」連家發跡地　連勝文傳承復興』。[202]
- 2014年8月1日，時報周刊 ，標題『命理師：連家龍椅遇水劫　柯P祖墳爆發力驚人』。[203]
- 2010年11月27日，中華網，china.com, 標 題『新聞人物：連勝文(1)』。[204]
- 2011年8月18日，中國新聞網 , chinanews.com ， 標題『台灣名門公子之連勝文：台灣“四小公子”之首』。[205]
- 2012年1月16日， 中國評論新聞網，  chinareviewnews.com，標題 『  連勝文人氣高懸不墜　北市長熱門人選』。[206]
- 2013年5月13日，環球通訊社，uscnd.com， 標題『連勝文參選台北市長？ 傳母親妻子強烈反對』。[207]
- 2013年7月8日，大公網，takungpao.com.hk, 標 題『盤點今昔台灣地區領導人的子女們』。[208]
- 2013年7月8日，多維新聞，dwnews.com , 標 題『人物簡介：連勝』。[209]

#### 自稱台南人
2014年6月26日，連勝文在「鄭成功到過台北」的爭議言論事件時，公開表示「我是台南人」。

#### 維基媒體回應
- 2014年10月13日， 中華民國維基媒體協會（Wikimedia Taiwan）於臉書回應：

關於台北市長候選人連勝文先生的出生地疑問，說明如下：
1.維基百科雖然人人可以修改，但合乎標準的編輯，必須有確切的文獻做為依據。並非所有的內容皆可信、但也並非全然是未經公證的資料。讀者應根據條目所附的參考文獻來源，詳實考證。
2.中文維基百科頁面上「連勝文出生於台南市中西區」的記載，出自於兩處文獻：一為2012年1月16日，Ettoday標題『「大局哥」連勝文紅不讓　下屆北市長熱門人選？』的報導；二為爾東文撰稿，《新華澳報》標題為「連勝文的傳奇經歷」文章。由於公開資料中，維基編輯者正常程序下不應該會取得連勝文的出生證明文件，因此根據一般媒體報導撰稿，已盡查證義務。此外，連勝文在「鄭成功到過台北」的爭議言論事件時，亦公然表示「我是台南人」，於本年6月26日、27日見諸《聯合新聞網》及《自由時報電子報》等國內媒體報導，亦可能使編輯更確信「連勝文出生於台南市中西區」的報導無誤。

3.關於出生地的爭議，一般多仍會依當事人自己的說法為主。唯連勝文的發言曾經也自承為台南人，當事人真正的說法為何，可能仍需進一步釐清。維基百科期待所有人，特別是連勝文及其競選團隊協助找到公開可稽、且可靠度高的文獻資料，以便更正維基百科內容，增進正確率。同時，也歡迎全民共同參與各地維基社群聚會，學習如何檢視、編修維基百科條目，用更多的眼睛挑出錯誤、更多雙手提升內容品質，共同打造更好的共享知識庫。

### 立場變化

#### 對馬英九和金溥聰：「反馬」變「尊馬」
- 先：2012年11月暗批馬「丐幫幫主」，2013年9月九月政爭時批馬「大明王朝」[213][214]。2014年農曆春節，以到新加坡考察為由，錯過馬英九和連戰的會晤，大年初三又說「馬英九尚未與我聯絡」。
- 變 ：2014年2月  春節收假後訪美，參加全美祈禱早餐會，寒風中久候金溥聰，只為了向金溥聰握手示好。之後受訪說「馬英九總統忙於國政，絕對不會聯合名嘴打擊他」[214]。9月27日， 連勝文於造勢晚會感謝馬總統「以恢宏心胸看著我」[215]。

#### 對太陽花學運
- 先：4月4日，「政府有必要痛定思痛，檢討青年世代的憤怒與不滿。」、「若父親不在政府做事，就有可能(上街抗議)。」、「重新找回年輕人對於政治的信任，是學運後我們無法迴避的課題。」[216][217][218]
- 變：5月5日，「大家一定悶了很久了，對不對？我們真的太悶了！」、「這些衝撞體制者的行為可能和年底選舉有關，所以如果大家能夠團結一致，打一場漂亮的選戰，就是給這些人最好的教訓！」[219][220][221][222]

#### 對「江下郝上」
食安問題連環爆，衝擊中國國民黨選情，連營總幹事蔡正元點名江宜樺下台、郝龍斌接任。
- 先：連勝文10月15日上午受訪時支持郝龍斌，同時說，「如果是我做為閣揆，短期內沒辦法提出一個讓人民安心的食安確切執行方案，或者短期內又發生更嚴重的食安問題，如果是我，我會離開」[223][224]。

總統府中午立刻公開力挺江宜樺，馬英九全力支持江。
- 變：連勝文馬上改口「目前看他處理的過程，我願意給他(江宜樺)一點時間去處理事情」、「誰上誰下對民眾而言不重要，最重要是回到家吃到的那一口飯是安全的」[226][227][228]

### 網路爭議

#### 指控PTT遭網友打臉
- 2014年8月6日，連營總幹事蔡正元在立法院召開記者會指控PTT八卦板 「綠營網軍橫行、傷害網路民主」。蔡宣稱，連營競選總部接獲網友 crvry 投訴，該網友在八卦板爆掛批評柯文哲於8月1日仍持續競選行程，但卻被版主Leoniath以發文未查證為由刪除。蔡正元嚴詞批判，版主若非柯P網軍，就是違反網路民主，並質疑PTT八卦板是綠營操弄的平台。[229][230][231][232]
- 9月6日，PTT網友爆料, 「crvry」IP位置和連勝文的PTT帳號「seanlien」及另一帳號「heiyou」都是來自1.171.172.15，ISP 來源則是中華電信HINET，因此判斷crvry是連陣營所屬的帳號[233][234][235]。

#### 於PTT進行發文宣傳
- 有鄉民懷疑連勝文陣營申請批踢踢帳號，被PTT鄉民檢舉身為PTT公關部長、連勝文競選幕僚陳奐宇在連陣營競選處使用多重帳號為連勝文宣傳[236]，還包括對蔡正元投訴稱八卦版版主是柯文哲網軍的帳號crvry[237]。對此連陣營回應是住同宿舍等理由，但又增添更多疑問，例如為何陳奐宇會和他們同IP、甚至連手機發文都是同來源[238]。陳奐宇說自己沒用分身、多重帳號，指稱是曾任中國國民黨青年團總團長黃健豪負責。但也坦承連營原想找外包廠商在PTT進行「網軍作戰」，最後依舊由連營內部處理[239]。
- 2014年9月18日，八卦版版主Leoniath於八卦版公告，標題為「水桶」，引述站方總監jzs文章內文：「#1K6icwqG」，站務總監jzs表示，帳號jessypei與Taipeixcity已知是連勝文幕僚，但因PTT規定帳號不得借用，而michael1993, danny81322有出借帳號供jessypei使用的行為，因此2個帳號將被砍除。另外包含與連勝文幕僚同IP的arkHero, Rico5201, Roberptt, philchang68、以及疑似為某個公關公司（其公司的服務範圍包括整合行銷及操作公共議題以改變大眾的認知與態度）的人員blackgremma1、emy1218emy12、yavvone12、chuchuk、diana101、nycwoman、mi0604等帳號，因商業謀利行為惡劣，視作惡意蔑視板規犯法，以嚴重鬧板論處水桶10年，10年不得在八卦版上發文、推文、噓文等，只能觀看文章。[240]

#### 官網出包稱駭客攻擊
8月22日，舉行《明日台北市政聽》官網上線記者會，表示，官網成立的過程「驚滔駭浪」，一度遭駭客入侵，指控是柯營攻擊。卻被記者發現搜尋引擎完全找不到網站，必須一字一字鍵入。又被網友發現，只要輸入錯誤官網網址，就會出現程式碼除錯模式。鄉民譏， 門戶洞開，「萬人公測」。
柯辦回嗆：網站做不好就說是「駭客攻擊」。

#### 熱門綽號：神豬與連公子
2014年9月，網路媒體統計六都各市長參選人綽號名氣，最熱門第一名是臺大教授柯文哲的「柯P」，第二名則是連勝文的「神豬」，已成網友慣稱他的綽號。第三名是高雄市長陳菊的「花媽」，第四名則是連勝文因官二代身分被戲稱的「連公子」。網路鄉民也票選出連勝文最常被酸的10件事，包括「權貴」、「體型」、「靠爸」、南港與內湖沒有傳統市場、去中國報告選市長、新生高架化、臉書Live被質疑套招、吃638元的便當、高雄氣爆之初只捐10萬元、及社子島是個島等。」

### 疑似藍營操作事件

#### 候選人檢視聯盟
10月12日，自稱由6位年輕人發起、號稱立場中立的政治團體候選人檢視聯盟，召開第一場記者會，痛批連的對手柯文哲歧視女性、歧視職業 、歧視長相。記者會後， 發起人黃子榕被網友起底曾參加連陣營的青年軍活動，還是統派組織中華統一促進黨黨員，被批假中。短短兩週就關閉臉書。

#### 臺灣競爭力論壇的誘導式民調

##### 誘導式民調(一)
10月15日，臺灣競爭力論壇召開「決戰首都 台北市長民調發佈會」公布該組織所作的民調數據，該民調關於柯文哲MG149帳戶的問題設計涉及用「誘導式」方法，以負面命題、預設立場、違背事實的敘述引誘受訪者相信柯文哲「不清白」。
| 臺灣競爭力論壇的MG149誘導式民調 | 臺灣競爭力論壇的MG149誘導式民調 | 臺灣競爭力論壇的MG149誘導式民調 | 臺灣競爭力論壇的MG149誘導式民調 |
| 負面前提的命題 | 相信                            | 不相信                          | 未表態                          |
| --- | ------------------------------- | ------------------------------- | ------------------------------- |
| 對於柯文哲在臺大醫院私設帳戶、自訂內規，臺大醫院院長在立法院公開表示，這個帳戶不僅沒有向醫院報備，也沒有經過院方核准，完全違反臺大醫院的規定。在這件事情上，請問您相不相信柯文哲是清白的？ | 39.2%                           | 26.5%                           | 34.3%                           |
| 對於柯文哲在臺大醫院私設帳戶、自訂內規，臺大醫院院長在立法院公開表示，這個帳戶怎麼捐，怎麼用，臺大醫院院方完全不清楚。在這件事情上，請問您相不相信柯文哲是清白的？                         | 41.6%                           | 28.7%                           | 29.8%                           |
| 針對柯文哲在臺大醫院私設帳戶並接受得標廠商捐款，臺大醫院院長在立法院公開表示這是違法的。在這件事情上，請問您相不相信柯文哲是清白的？                                                       | 40.1%                           | 33.9%                           | 26.0%                           |
| 針對柯文哲在臺大醫院私設帳戶涉嫌貪汙、洗錢，檢方已傳喚臺大葉克膜小組組長蔡璧如、秘書劉如意等人，未來還有可能傳喚柯文哲。在這件事情上，請問您相不相信柯文哲是清白的？                       | 42.2%                           | 30.1%                           | 27.7%                           |

#### 誘導式民調(二)
10月21日，臺灣競爭力論壇公布台北市長民調數據該民調關於頂新和食安的問題 （页面存档备份，存于）涉及「引導」受訪者支持連勝文的食安政策、反對柯文哲的看法。
| 臺灣競爭力論壇的食安政策誘導式民調                                                                                    | 臺灣競爭力論壇的食安政策誘導式民調 | 臺灣競爭力論壇的食安政策誘導式民調 | 臺灣競爭力論壇的食安政策誘導式民調 |
| 誘導式命題 | 支持                               | 不支持                             | 未表態                             |
| --- | ---------------------------------- | ---------------------------------- | ---------------------------------- |
| 關於食安風暴，連勝文提出「黑心食品廠商的所有產品，10年內不准在台北市上架」的主張，給頂新一個教訓，你支持連的政見嗎？  | 67.2%                              | 18.6%                              | 14.2%                              |
| 連勝文說要「全面建立食品履歷認證」， 派會計師查食品公司的帳， 請問你支持建立一套制度嗎，讓你吃得安心過得安心嗎？      | 81.3%                              | 7.3%                               | 11.4%                              |
| 目前黑心油事件越演越烈，不少民眾自發抵制頂新產品。柯文哲「反對加入抵制黑心食品行列」， 你支持柯的政見嗎？             | 43.4%                              | 35.6%                              | 21.0%                              |
| 結論：對於柯文哲和連勝文的食品安全政策，調查結果顯示，連勝文支持度為37.4%，柯文哲支持度為18.5%，但未表態者高達44.1%。 | -                                  | -                                  | -                                  |

#### 街頭問卷 讚連黑柯
11月13日，網友在PTT爆料，有團體在東區用街頭填問卷的方式「挺連黑柯」。內容都在抹黑柯文哲，稱頌連勝文，填完問卷後，可以得到50元的全家便利商店禮券。提問者給受訪者看一些對柯文哲的負面且不實的描述，例如：「有人說柯文哲是獨行俠，在台大任職那麼多年都沒有什麼朋友，而且他非常的驕傲不太聽別人的意見，這樣的人如果選上市長一定沒有辦法跟議會好好溝通，到時候法案可能躺在議會裡面動都動不了，台北市將空轉四年」、「有人說柯文哲實際上是個深綠色的候選人，他當選後等於讓民進黨在台北市執政，而最近十幾年在台灣地區，只要是民進黨執政的縣市在經濟發展上都比較差，所以投票給柯文哲的風險比較大」、「有著名的記者出書記錄柯文哲至大陸仲介非法器官買賣的事實，有人認為一個市長候選人不該有這樣重大的道德瑕疵」，受訪者看完每個敘述之後問：你投票給柯文哲的意願有幾分？對連勝文則是的給受訪者看郝龍斌歌頌連勝文對於悠遊卡貢獻的影片，再詢問受訪者對於連勝文的印象評分。網友將影片上傳到網路後，引來一片罵聲，有網友質疑為「洗腦式訪問」和「賄選新招」。楊雅喆怒批很下流。連營錢震宇澄清該調查不是連營所為 ，並說這應該是廣告公司所做的前測作業，並非民調。

#### 顛倒李敖的話
有心人用簡訊，散播顛倒是非的謠言，簡訊內容先是把李敖大大讚美一番，接下來說：「李敖說，台北市長候選人，一個是傻蛋 一個是壞蛋。這一票請投傻蛋連勝文。因為總有一天他會不傻變聰明的，那個壞蛋不會變好，只會更壞。」也有人匿名在網路散播此捏造的訊息。
事實是，李敖曾多次公開反對連勝文，表態選柯文哲。
11月24日，李敖於臉書反擊：

網上流傳李敖說：台北市長候選人，一個傻蛋一個壞蛋，請投票選傻蛋連勝文，傻蛋會變聰明云云。事實上，我沒這樣說，全是揑造的。揑造者打著我的旗號，想一脈相連，其實我壓根就反 3 代接班的。連家 3 代在台灣烏雲蓋頂，與金家三代在朝鮮何異？蔣家毛家都「政不過 3 代」喲，你們又算老幾？

### 其它參選期間爭議事件

#### 悠遊卡公司
- 一回國就空降當悠遊卡董事長被指是酬庸。[263][264]
- 郝龍斌表示，連勝文具有法律及金融專才，在他擔任悠遊卡公司董事長的20個月期間，使得該公司轉虧為盈（從虧損新台幣2億多元到淨賺1億元）並順利和八家銀行合作發行悠遊聯名卡，推動悠遊卡成為方便民生小額消費的電子錢包。[265]
- 連勝文一再聲稱悠遊卡公司轉虧為盈是自己的功勞。[266]
- 楊實秋指出，悠遊卡公司轉虧為盈非連勝文功勞，而是他(楊)2005年在市議會要求公開競標悠遊聯名卡業務，悠遊卡公司進帳4.12億簽約權利金後，2006年起轉虧為贏。楊要連勝文「老實一點」。[266][267][268][269]
- 鍾小平說，前董事長林志盈任內就已轉虧為盈，連勝文接任後，反讓公司虧了一大筆錢。[268]
- 林志盈說，歷任董事長都有貢獻，連勝文的成就大多建立在前人努力上。[268]
- 梁文傑批評連勝文吹牛，往自己臉上貼金。他(梁)認為悠遊卡的成功是因為台北市政府壟斷性用捷運和公車系統來扶植悠遊卡。[270]立委林正二質疑電信業與悠遊卡聯合壟斷違反公平交易法[271]。
- 柯文哲表示，悠遊卡之所以能夠成功，是因為擁有壟斷市場的能力，但由於悠遊卡官股並非佔下所有比例，其中仍有許多是私人股權，若讓悠遊卡維持壟斷現況，就是真正的圖利私人。柯文哲主張開放所有台北市公共交通工具的支付感應器，打破悠遊卡壟斷交通工具的現況，才能讓台灣推動電子商務。[272]

#### 挺同志三天
- 7月1，台灣國際同志權益促進會與藝人馬友蓉，前往連勝文競選辦公室抗議，批評連迴避同志議題。[273]
- 10月25，同志大遊行當天，在臉書貼了1張彩虹旗照片，表態將保障同志權益。
- 之後，被發現這則 Po 文的時間，被調整到2014年10月17日。[274][275]
- 過三天，發文就於10月29日凌晨1點之前消失。[274]
- 連營坦承確實撤下該貼文，發言人錢震宇表示該貼文留言有不理性對話，避免激化和人身攻擊而暫時撤下。[276]
- 11月28，「台灣 LGBT 婚姻與人權應援團」諷刺連勝文對同志婚姻，僅「支持3天」。[277]

#### 捐款風波
81氣爆事件發生後，連陣營宣布停止競選活動3天，捐出省下的10萬元經費，引發爭議，連營改稱10萬元是總部主委陳炯松以個人名義捐出，仍引來各界質疑，連辦稱此事是外界誤解，連勝文是在等「整理警、消傷亡資料」後才會捐款。8月3日，連辦宣布連勝文將以個人名義捐出兩百萬元，盼平息捐款風波。

#### 辯論會「公民團體」身份爭議
2014年11月7日，連柯首場辯論會，連陣營推薦的三個公民團體明顯偏頗失格，引起輿論撻伐，被認為是連營安排來攻擊柯文哲的「打手」、「暗樁」。辯論後，台灣競爭力論壇理事長彭錦鵬於政論節目承認連營事先有來打探題目，柯陣營沒有來問題目。
1.彭錦鵬：台灣競爭力論壇理事長、中國國民黨黨員。
代表競爭力論壇，問連：為什麼要冒生命危險選市長？競爭力的願景。問柯：MG149 。
2. 江梅：臺北市中國青年創業協會理事長、台灣海峽兩岸民間交流促進會秘書長。
代表青年創協會，問連：青年創業。問柯：國家認同、台獨。
3. 張錦麗：台灣防暴聯盟理事長、連勝文市政顧問團成員、候選人檢視聯盟成員。
代表防暴聯盟，問連：婦女平等。問柯：女性歧視 。

#### 歌頌祖先惹議
- 2014年2月，連勝文稱連家四代都對得起生活在這片土地的人民。[292][293]
- 2014年9月27日，於競選總部成立大會，哽咽說：「我的家人，我的長輩，這麼幾代以來為台灣這塊土地努力及貢獻，已經超過100年了」。[294][295]
- 此說法與台灣社會普遍對連家祖父輩親日、捐官的形象完全相反，引起爭議。連震東和連戰兩代公務員累積千億財產， 躋身台灣大富豪。林濁水指出，連家四代都很傳奇。連橫忘恩負義，連震東投靠中國，連戰公務員出身卻身價百億，連惠心兩歲成為神奇的自耕農。[296][297][298][299][300][301][302][303][304]

#### 鄭成功到台北
6月25日，媒體報導，連勝文在一次座談會說，當時鄭成功曾到台北，首先在萬華落腳。被譏歷史不及格。連勝文澄清：「我是台南人，所以我想我應該非常清楚，鄭成功與台南的關係，那麼我想我們那時候的意思，應該是說那個時代開始，就已經有人在萬華這邊發展。」

#### 不靠爸說惹爭議
住帝寶中的其中一戶(為連方瑀所有)， 名下無房產。 開名車，名下無車，被批評是靠爸族。9月14日，父親連戰幫兒子連勝文站台，誇連勝文：「我們家庭，他不曾靠，都自己在打拚，是非常不簡單。」此舉引發網友噓聲四起。連營張碩文在政論節目新聞追追追解釋說，連勝文曾經有三台保時捷一輛是從美國運回來的兩輛都是用連家公司的名義買的。張碩文說：「他(連勝文)本來就靠爸爸。」

#### Working Stay
- 為擺脫權貴形象，推出「Working  Stay」體驗賣豬肝湯 、修機車、洗車、當巡守隊員、賣飲料 ，每次「stay」2小時。 [309][310][311][312]
- 在夜市賣豬肝湯時被發現有保鑣在一旁端咖啡  ，之後改為不公開行程， 由連營剪接製作Working Stay 影片在官網發佈。[313][314]
- 修機車stay 被爆，來修車的客人是連營自己的人。[315][316]
- 被酸，「好會演 」、「全台北市都是勝文的 BabyBoss職業體驗任意城」、「2小時 Short stay」。[317]

#### 聘賴素如為後援會榮譽會長
2014年10月，連勝文聘因太極雙星案索賄一審被重判10年的中國國民黨議員賴素如擔任北投區後援會榮譽會長。

#### 別讓勝文不開心
- 10月9日，資深媒體人陳敏鳳撰文稱：

|  | 政壇還流行一些笑話，連勝文競選手法不成熟，幾位朋友基於好意，頻加以提點，沒有想到有人還接到連媽媽來電說，「唉喲，選舉就這樣了，不要讓勝文不開心」。接到這些電話的人通通打退堂，免得勝文不開心。 |

- 「別讓勝文不開心」在網路爆紅，用來作藏頭詩，或搭配七言絕句。[322][323][324][325]
- 11月15日，連勝文說：「我媽說奇怪，她什麼時候講過這句話？」[326]
- 11月15日，連方瑀表示：「聽都沒聽過，怎麼會講？」[326]
- 11月15日，周玉蔻臉書發文。[327][328]

#### 萬元牛仔褲 十萬帽T
2月24日，參選記者會上穿西裝、牛仔褲，網評讚賞「不顯貴氣」。但被發現那是名人愛好的牛仔褲潮牌True Religion，價格上萬。

11月17日，在市府轉運站冒雨拜票，沒撐傘也沒穿雨衣，和民眾搏感情，被網友發現，他穿的帽T居然要價10萬元。

#### 二十萬紅酒
1月13日，媒體人周玉蔻在《美麗島電子報》中揭露，連勝文曾在香港的生日趴上開一瓶港幣4萬5000元(約台幣20萬元)的紅酒，堪稱「一擲千金俠氣沖天」 。連勝文回應紅酒的價值沒有這麼高，大約是4萬元，而且是朋友們送的禮物。

#### 川普豪宅，  花花公子派對
- 2014年1月23日，周玉蔻在《美麗島電子報》爆料，連勝文在美國留學時，住在紐約第五大道的川普大廈(Trump Tower)，還曾去過花花公子創辦人海夫納位於比佛利山的住處花花公子大廈(Playboy Mansion)參加兔女郎派對[335]。連勝文指周造假，並對周提出損害名譽告訴。[336][337][338]
- 連營幕僚回應，連勝文在美時，曾租屋也曾住過家人的房子，確定沒住位過於第五大道的川普大樓，但不回應是否住過第三大道的川普皇宮大樓。[339][340]
- 周玉蔻表示，連勝文在1月24日提告後，運作騷擾關鍵證人，企圖制止證人(宋耀明)不要出庭作證；連還透過今週刊雜誌放話「不相信有人敢出面作證」。[341]
- 4月17日， 第一次開庭，連勝文對周玉蔻提出500萬元賠償金， 並登報道歉。周玉蔻更火大，說下次開庭會請馬英九特別費案的御用律師宋耀明出庭作證。[342]
- 6月18日， 第二次開庭，律師宋耀明出庭作證說，他與連勝文是哥大法律碩士班的同班同學，連勝文曾邀他參觀所住的川普大樓，「連勝文大學才剛畢業，父親任公職，竟然住得起川普，這令我十分震撼」。宋耀明表示，印象中有一陣子沒遇到連勝文，再次見面時，他寒暄問「怎麼這麼久沒來上課？」連回說「我去了加州，台灣的朋友帶我去Playboy Mansion」；宋說「當時我心裡想，要不是因為連的身分，誰會這樣巴結他？」連勝文還告訴他，曾經到過Playboy Mansion(海夫納的家)。但有沒有兔女郎派對，他並不知道，他也沒多問細節。[343][344][345][346]

#### 夜店闊氣
9月11日，曾經為連勝文送酒、買單刷卡的服務生爆料：連勝文在夜店出手闊氣，一口氣點三、五十杯B52（調酒），結帳一次「萬」起跳，眼睛都不眨一下。

### 常春藤學歷被質疑
- 連勝文中學一路都念私立貴族學校，高中聯考落榜，大學聯考落榜，重考加分(外交官子女加分20-33％)上輔大歷史，父親要求他轉法律系，大學畢業後，為了連勝文的律師考試，1993年的律師高考閱卷從寬錄取率提高[348][349]，連勝文依然落榜。拿到美國哥大J.D. ，卻沒有任何一張律師執照。
- 9月12日，連勝文發表教育政策，中國國民黨立委陳學聖「大讚」連勝文高中、大學聯考都落榜，證明「不是因為你爸爸是權貴就可以考上好學校」，「所以我很知道說 在我們學校如果出這種學生，你知道這是學校的恥辱啊！」、「如果你永遠沒有在『後段班』待過 ，你永遠不會同理心」。[350][351]
- 周玉寇於政論節目說，連勝文能進到哥倫比亞大學就讀，其實是因為連家捐了很多錢給哥大。周玉蔻還說，連勝文讀小學的時候，就常常拿著媽媽給他的零用錢，請同學吃東西，藉此來建立人脈。[351]

#### 輔大榮譽校友被質疑
連勝文獲選的輔大榮譽校友的傑出貢獻包括：以「連震東基金」名義捐贈200萬元，對提升本院國際化學術研究成果有極大助益；擔任本校教育發展資金委員會委員，相信對對本校募款應有極大助益。被譏是花錢買傑出校友。

### 連勝文家人爭議事件

#### 連勝武違法出賣臺灣農業技術予中國大陸
自稱與連勝文「一個主內、一個主外」、並多次替連勝文助選的其弟連勝武違法偷渡出賣被經濟部與行政院農業委員會明文管制禁止輸出中國大陸投資的有機稻種/水稻、育種/種植等臺灣農業技術等供中國大陸開發，與中國大陸地方人民政府簽訂高達85億新台幣的投資協議「引進與運用台灣有機稻種植技術和研究成果」，違害國家重大利益，被太陽花學運核心成員與臺北市議員候選人王奕凱及記者/作家與新北市議員候選人臧家宜痛批為「整個國家都被連家徹徹底底的出賣了！...連戰勾結中共、連惠心賣假藥、連勝文欺騙坑殺台灣投資人，連勝武也跟著毀台滅農，出賣台灣關鍵技術，整個連家無可救藥。一家人充滿污點，非常對不起台灣人，連勝文居然還有臉選市長，非常可恥！」依法應予裁罰投資額的20％，也就是新台幣17億。王奕凱並指徐立德、盧秀燕、詹春柏、連勝文競選總部主委陳烱松等中國國民黨人士亦涉入。王奕凱和臧家宜呼籲檢調盡速已罪證確鑿的連勝武。臺灣媒體與網路社群亦廣泛予以譴責。

#### 依珊百萬生日趴
壹周刊踢爆，5月22日蔡依珊在全台唯一的「六星級」東方文華酒店辦百萬生日趴。被批評太奢華，蔡依珊的姑婆跳出來替蔡依珊喊冤說「很多人過生日也都是在豪華酒店嘛，這個沒什麼啊！」連勝文避談百萬趴，卻棒打柯文哲妻子陳佩琪，暗指她說起話來尖酸刻薄。

#### 我是台灣電影明星
2014年5月30日，蔡依珊和連勝文一同出訪日本，在居酒屋被媒體包圍讓鄰座誤以為是「電影明星」。連勝文妻子蔡依珊：「隔壁在問我是不是台灣電影明星，是的，我是，哈哈哈，旁邊那是經紀人，超級明星。」記者：「他們說妳是明星嗎？」連勝文妻子蔡依珊：「我說，是。」連勝文：「他們在拍啦，他們在拍啦。」連勝文妻子蔡依珊：「喔，還在拍喔，沒關係，你們都拍我也不怕。」

#### 拒買韓衣管太多
2014年5月30日，連勝文赴南韓參訪之前，蔡依珊被問到連勝文曾說「挺國貨、拒買韓衣」，日後陪連前往韓國可能無法盡情買衣服，她回應「有點管太多。」

#### 強迫餵食秀
2014年11月14日，連勝文競選台北市長期間，嬌妻蔡依珊在接受媒體專訪時甜蜜放閃，大談丈夫優缺點及兩人的相處生活，更爆料連勝文喜歡「強迫餵食秀」，常常塞東西給她吃，讓她開玩笑說：「可能要問心理醫生，為什麼先生會這樣。」

#### 公主病
2014年連勝文代表國民黨參選台北市長，被連營視為輔選王牌的蔡依珊，初選後幾乎神隱，連營動員上百人大陣仗登記參選，蔡依珊也未現身。9月5日蔡依珊被壹周刊直擊，司機專車接送她去高檔理容院做SPA，上下車隨扈還要幫她撐傘防曬，絲毫不在乎一身貴氣外露，被外界批評，根本是公主病，連營擔心蔡依珊現身輔選，可能讓連勝文極力經營的平民形象前功盡棄，因而押後連營「夫人牌」出手時間。

#### 蔡依珊有加拿大籍
11月13日， 《壹周刊》爆妻子蔡依珊擁有加拿大國籍， 兩個兒子也有加國籍 。連勝文回應，蔡依珊在4月23日委託律師提出放棄加國籍，但未完成放棄程序。連勝文說，依珊為他「犧牲」，他很「難過，抱歉 ，心疼」。連的說法引起批評 ，蔡依珊滅火說：「一點都不委屈， 也不覺的是犧牲」、「我以身為中華民國的公民為榮」。柯文哲表示：「其實不違法的話，就沒什麼好談。」

#### 不感謝柯醫師
11月16日，連方瑀替兒子連勝文站台助選時，公開感謝4位醫生，但強調不包括柯文哲醫師，因為開刀的不是柯文哲 。
連方瑀說：
|  | 我們非常感謝這4位醫生，今生今世我們都要為他們效犬馬之勞........不過那時候我們的對手， 尊敬的柯醫師呢，是沒有在裡面的 ，因為他說他是墨綠的，萬一勝文有個三長兩短，人家會說他做的手腳。 |

柯文哲回應：
|  | 「我不曉得要怎麼回答，有的題目已經超過我回答能力了。」「我們醫生救人的時候， 哪有分什麼藍綠。」「我只是指揮者，我本來也不是開刀的人，阿就是這樣而已阿，要感謝就感謝，不感謝就算了。」 |

#### 連戰罵柯文哲：混蛋、 官二代、青山文哲
11月16日，連戰出席《中華民國各省市同鄉總會後援會》成立大會助講拉票，批柯文哲是官二代。
連戰說：
|  | 他是來自一個所謂「官二代」或「官三代」的一個家庭。不幸的是，這個官啊，是日本官 。 |

同日，連戰在《中國人反獨復國動員大會》，口出惡言罵柯文哲「混蛋」。 
連戰說：
|  | 教小學的一個人(指柯文哲 的祖父)，毫無疑問嘛，這個配合日本殖民政府的，這玩意兒叫什麼我不敢講 (現場的人喊「漢奸」)，但是他就是做這樣事的人。 ......柯文哲是來自於一替日本人，日本時代做官的，做日本人官的一個家庭，所以他是 「官二代」或「官三代」我不知道， 但是是個日本官。他們也是改名換姓的皇民化子弟，弟子，假如我沒記錯的話，好像叫青山什麼郎，那麽這個青山，青山文哲現在要變成要選我們台北市長。 .......這樣的一個人我們能讓他當父母官嗎？孫子官也不能當啊！......現在又來他是平民 ，老子是權貴，這叫做「混蛋」。 |

柯文哲回應：
|  | 「官二代....我爸爸是小學老師耶。」「難道(我祖父)在日本時代去唸台北師範、當老師，你就要罵他漢奸嗎？」「我們有不同的過去，有共同的現在，那到底要不要走向共同的未來？」 |

蔡其昌說：「其實連戰應該想想，他的父親、他的祖父到底在日治時期擔任角色是什麼。」

### 連營爭議事件

#### 帝寶是集合住宅
2月24日，媒體爆料，為了撇權貴形象，幕僚以簡訊、電話請託名嘴們，上節目時提醒外界，連勝文住的帝寶是「集合住宅」。

#### 嗆對手不敢唱國歌
10月23日，連勝文競選總部發言人錢震宇說，柯文哲不敢唱國歌、拿國旗，只會嗆聲，把「中華民國」當成政治操作的工具。柯文哲回應稱：「錢震宇說我不敢唱國歌，叫他(連勝文)捐錢給聯合勸募，我唱一次給他聽」、「叫他（連勝文）捐啊，捐個錢，反正他們錢多，叫他捐錢給聯合勸募，我為什麼不敢唱，奇怪耶，搞到最後變成是我們在捍衛中華民國」、「剛才那個真的可以敲他一筆，叫他捐錢給聯合勸募，我唱一首給他聽」、「從頭到尾中華民國就是我的底線」。

#### 稱臺北是中國首都
11月16日，連營總部主委陳炯松在《中華民國各省市同鄉總會後援會》成立大會說：
|  | ....（民進黨)他們推不候選人，所以他們找一個頭腦有問題的.....柯P......但是他們迷惑了我們年輕人......我們所有的鄉親應該站起來，不能讓這樣的人來治理我們「中國的」首都。 |

#### 皇民說
- 連營發言人蔡正元稱在臺灣日治時期只有柯世元一個臺灣人曾當上日本督學，所以柯文哲的祖父是日本權貴[397]。但根據當時台灣總督府的資料，柯世元在日治時期只是普通的小學教員，當時也無「新竹州督學」這一職位[398]。日本投降後，才受國民政府之命，擔任督學，並非日本督學[399]。
- 連戰批柯文哲的祖父是日本官、 漢奸；柯文哲是官二代、官三代、改名換姓的皇民弟子。[374][384][400]
- 2014年11月19日，郝柏村稱柯文哲為「皇民後裔」。[401]
- 2014年11月19日，新黨主席郁慕明說，柯文哲祖父曾在日本時代當新竹州督學，專門管老師的思想，因此才改成日本姓氏「青山」，柯應對先祖迫害台灣人一事，清楚說明、不應迴避。[402]。
- 2014年11月20日，國民黨立委秦慧珠在《新台灣加油》中說：「當時被日本統治的台灣人，你可以選擇做皇民，也可以選擇做非皇民。」[403]

### 各界評價
- 連勝文自詡是「二代政治家」，「創業第一代」。[404]
- 王金平：「他決心來參選， 我像這是值得大家跟他肯定跟加油鼓勵的。[405]」「臭頭（癩痢頭）的孩子還是自己的孩子」、 「連勝文贏的成分高」[406]連勝文不僅切除一顆腎臟，槍擊後又留下常常咳嗽的後遺症，可以領「殘障手冊」，說連勝文雖然出身好，但上帝是公平的、人也非聖賢沒有完美的，選民別去計較出身。[407]
- 郝龍斌：「他現在對臺北市未來發展提出願景，而且提出具體做法。我覺得這是負責任的候選人的作為。」[405]
- 朱立倫：「我相信勝文一定會有提出很多很好的政策，未來雙北的合作一定會更密切，那我們當然給連勝文加油。」[405]
- 柯文哲：連勝文是一個有禮貌、有教養的年輕人，不是一個高傲的人，至少蹲下去、彎腰下去都做的蠻像的[408]。「連家的權貴形象是好幾代累積而來，怎可能因連勝文20分鐘的演講就改變，又不是變魔術！[409]」
- 丁渝洲 ：這年輕人很有禮貌。[410]
- 宋楚瑜：「現在不是Working Stay，我們要你的是Stay Working，你要好好替大家做事嘛，不要只是Stay Talking（只出一張嘴）。」[411]
- 李登輝：「連先生，實在說，他已經大漢啊(長大了)是大人了，是你要當市長，選舉也要靠爸爸幫助，靠爸爸想說可以當選。現在社會不一樣了.....所以，已經那麼大了，不要再叫老爸出來幫忙，他爸爸又不是要當市長，他爸爸也沒有市長的經驗....大人就是應該要做大人的事情[412][413]。」
- 丁守中：現在不是大清王朝，捐官那套不好用了。
市府大樓與市議會使用才20多年，若要打掉在西區重蓋，是完全錯誤浪費政策，這是財團炒地皮思維，不是庶民振興地方經濟發展思維[414]。
- 周柏雅：連勝文擔任臺北市經濟發展委員會副總召至今，7次的會議出席了6次，期間甚少發言，內容亦乏善可陳。經發會內容包含下任市長的重點施政，連副總召難道沒有其他更具建設性的意見？[415]
- 周玉蔻 ：

|  | 連勝文爭取黨內初選出缐，結合蔡正元打邪門的假球；對丁守中進行無情的人格摧毀戰，真是罪不可赦。 連勝文怪東怪西，基本功準備不夠，歷練淺薄，用人識人能力困乏，不能誠懇面對權貴之子身份，大言不慚辯駁完全靠自己，不肯承認靠權錢、家族勢力累積出來的美麗學經歷，口口聲聲不靠爸、不靠連家、不靠台灣的妄言，更是傲慢狂虛，難免引發排斥反感，遑論紮實的選民認同 。連勝文這個推銷不出去的產品，條件太差，不夠資格做台北市長，這是台北市許許多多藍營選民的共識。 連勝文做門神，金衛在台吸金、聯貸、打壓台灣生技業。 |

- 吕秀蓮：連勝文是為了逃避權貴，所以才說薪水要捐出來，這些都是障眼法。連勝文的父親連戰先去中南海，去跟習近平見面，回過頭來才宣布，這個動作這麼大，也不怕人家講話。習近平大喇喇的宣揚台灣跟大陸一家親，都是一個中國，連戰沒有反駁，這都應該連起來看。連勝文的政見也不一定是他的政見，他的後面有一大群人給他寫的，他的腦子有多少概念，能不能做的到還是一大問題。[419]。
- 姚文智：連勝文不要薪水想擺脫權貴形象。實際上是自搧巴掌。還是把自己家的資產怎麼來的說清楚，給大家一個交代。「連勝文是權貴太子黨的復辟，寄望這樣一個候選人吼，這樣臺北市我想，未來的發展只有逐步沉淪。」[420]
- 顧立雄：「投票正被這個權力，正被這個經濟給操控住了！很多人沒有辦法去很自由的，去自我的去理解(連勝文)這個候選人。」
- 段宜康：連勝文說他不能選擇出身，他生命中的哪一樁不是享受著他的「出身」？住帝寶被批評，回頭就賴給爹媽！這是標準的媽寶反應。『藍軍期待連勝文當「儲君」；連勝文証明自己只是個「衙內」。衙內也就罷了，偏偏還拉個蔡正元在身旁扮演「陸謙」！形象淪落到蛇鼠一窩。』[421]
- 林俊憲：台北市從馬英九、郝龍斌到連勝文，就是中國國民黨高幹權貴子弟輪流執政，但市政績效爛，台北市享有全國最多資源，卻最浪費，重大建設不是停滯就是傳出弊案，台北市民期待新轉變[422]。
- 陳芳明：柯連的辯論，讓台北市民開了眼界。這不能稱為辯論，而是四個人圍毆一個人。連營推薦的三個發問者，已經髒掉了「公民團體」的稱號。這種不公平的方式，早已嚴重違背最基本的民主法則。還未當選市長，就如此無恥暴露黑暗之心，簡直是「台灣民主的災難」，更是台北市民的噩夢。[423]
- 馮光遠：「連勝文是一個很好的喜劇演員」、「他唯一不能演的就是億萬富翁，因為他不必演，他就是億萬富翁啊。公務員賺真多啊，兩代賺個上百億，你知道這個不得了啊 」[424]、「連勝文要學Bloomberg , 應該至少要把他們家帝寶捐出來才是比較有誠意」[425]」、連勝文要遏止炒房，應該會遏止到他的朋友，他認為連勝文為選舉可以講很多好聽的話，但他都當笑話來聽。[426]
- 許常德：

|  | 連勝文最大的問題 ，不是權貴 ，而是『腦袋沒料』 ，任何事一發生到他那邊，就變成製造更大的問題。任何事情丟到他身上的時候，他居然都沒有處理能力，沒有危機能力，沒有思維。你告訴我，誰能幫的了他，是他毀了他自己，他甚至成就了柯文哲。他是沒有能力講任何事情的，他腦袋是空的，所以都不能講。」 |

- 陳敏鳳：其實，真正被神化不是柯文哲，是連勝文！所有接觸過他的人幾乎都沒有留下好印象，為何他的權貴公子形象卸不下來，因為他根本沒有想要卸除，他只想做表面功夫，到了市場擺上親切可笑的「古意」人騙騙市場的主婦和攤商，但私底下仍是高貴公子，高高在上。最近一堆媒體人安排他的訪問，都狠狠被他那種姿態氣到。一位無線台的主持人訪問過連勝文，覺得連根本不做功課，看不起人隨便應付，才會去講出內湖黑壓壓的事。他要求的訪問方式一定一對一，或者就是安全名單。[320]
- 江春男 ：連勝文的文宣很糟，經常花錢討罵，他自己幾乎講什麼話都錯。連勝文不清楚自己定位，不知自己社會形象。他找不到自己，最後的勝敗，也沒多大意義了。連勝文的競選缺乏主軸，沒有一貫主張。他是權貴也就罷了，要世襲下去，當然會引起普遍反感。[428]。[429]
- 黃創夏 ：連戰家族所欠缺的並不是「鏡子」，而是那一種「攬鏡自照」的自我反省[430]。
- 郭正亮：《連勝文好比台灣版溫雲松》：溫家寶已經走人，溫雲松已經隱退，諷刺的是，台灣版溫雲松卻正在民主台灣風生水起！如果「私募基金太子」連勝文，竟是台北市民的最後選擇，我們不禁要對台北市民的民主品質感到悲哀，為台灣的民主前途感到擔憂！[431]《香港佔中暴露連勝文的特首姿態》：針對「一國兩制」，連勝文竟然不敢大聲說不；針對「香港民主普選」，連勝文也不敢大聲力挺。連勝文這種不敢力挺民主、不敢反對「一國兩制」、企圖兩岸左右逢源的政治修辭，正是台灣人民最不能信任的「特首姿態」。[432]
- 林濁水：《連太子的金融王國遊戲—從依附財團的太子到自坐莊家的權貴王國》「這位不唸書，數學不好，連金融界很普遍的專業證照都拿不到的連勝文，在跨國公司根本沒當過什麼『金融專業經理、基金管理者』。」「連勝文不是只靠爸，更靠台灣，當他的爸爸被證實當不成台灣的總統時，華爾街的金融巨鱷也就不要他了。」[433]
- 陳立宏：連公子這場選戰打得辛苦，怪CALL IN節目都在罵他，怪媒體不公，怪馬政府執政包袱…怨天尤人就是不檢討自己，把其未經歷練的心智程度毫無保留的展露無遺；花大筆鈔票請知名廣告人在電子媒體上製播廣告，又凸顯其資源豐沛甚至財大氣粗，加深其權貴形象。選民未必真的喜歡柯P，只不過更討厭連勝文。[434]
- 唐湘龍：連勝文與對手柯文哲辯論時 「政治表達上，連勝文真差，面對柯文哲連見招拆招的能力都沒有！真差！[435][436]』、「連勝文憑什麼領導台北市？」、「藍軍歷來市長候選人，你最弱。弱到被柯文哲電爆，剛剛好」有人拱你是少主。我坦白說，早的很，你要領導這個城市，這個集團，還早的很。你要學的，還太多太多了。「你得讓你的前輩、後輩，充分了解這份誠意。有這個誠意，你會不開心，但你也將開始有感動人的能力。」[437]。
- 宋耀明：並不在乎兔女郎派對或豪宅怎樣，而是覺得有台灣人要帶連勝文去花花公子總部，是要巴結他，因為他是大官的重要政治人物的兒子。國民黨不應提拔連勝文這樣的人。[438][439]
- 沈政男：基本上連勝文是一個心理上，還與爸媽同住的高二生，你看他競選以來，有沒有講過「我認為怎樣」、「我決定那樣」這樣的話？很少，幾乎都是「我們認為怎樣」、「我們決定那樣」，有時甚至還說，「他們（幕僚）沒有做那樣的安排」。連勝文的口才不錯，講話也經常出口成章，但你若細聽內容，他引用的句子、他傳達的想法，大概就是一般高二生的程度。你看他幾番試圖砲打中央，人家一皺眉不高興，馬上把話吞了回去，因為他基本上還是習慣聽長輩的話。[440][441][442]
- 楊志良：選前兩週投書蘋果日報，稱連勝文勝選無望，希望留點骨氣，不要恢復發放軍公教年終慰問金。「承蒙連勝文先生抬舉，列我為『顧問團之一』，在此就給你一個衷心且唯一的良心建議，反正勝選無望，留點骨氣，叫這些死要錢的叔叔伯伯們滾回去吧!」 [443][444]
- 沈富雄：連勝文頂多是「第三代」，但是連勝文也沒有什麼從政的經驗，不算政治家，甚至連政客的資格都沒有。連勝文已經氣衰智窮，氣數差不多了[445]。「他沒有辦法跳脫，他沒有辦法檢討自己...人家那麼多人， 40趴喔，不喜歡你， 為什麼不喜歡你， 他一定想權貴啊，  說我姓連啊， 說我怎樣， 不是的！ 你仔細聽聽，他不管接受什麼人訪問啊，他講一大堆......你仔細聽他在講什麼，沒有東西，他講的一大堆，真的沒有內容。[446][447]」沈富雄於11月12日大膽預測，柯文哲將會贏連勝文超過15萬票[448]。
- 呂秋遠：(臉書貼文) 連勝文出的問題在「價值觀」。「他永遠有四支手指指別人，一支手指比中指。遇到文宣出錯、幕僚出錯，總統陪伴遊行擾民，不是切割，就是裝傻。他盡全力攻擊柯文哲不尊重女性，卻以為把老婆放在家裡保護她就是真男人。他批評柯文哲是台獨，忘記自己其實不敢在中國喊中華民國萬歲。他覺得老婆放棄加拿大國籍很犧牲，忘記許多人連中華民國身份證都要不起。到目前為止，他的所作所為，都在告訴大家，他標榜的價值觀就是『萬方有罪，無以朕躬；朕躬有罪，罪在萬方。』」、「他除了有很多錢是確定的外，什麼都不確定。」
- 邱毅：「連勝文的問題在於競選團隊完全沒有戰鬥力，氣勢打不起來，民眾對之自然缺乏熱情。」[449]
- 許信良：連勝文輸給柯文哲也是一種幸運。「看到最近連陣營越來越瘋狂的競選活動，忍不住想奉勸幾句。台北市這場市長選舉註定長留青史。柯醫師是難得一見的開創性的歷史人物。輸給這樣的人，不但不可恥，反而與之同留青史，毋寧也是一種幸運！」[450][451]
- 康仁俊：「連勝文在這場選戰裡面， 不管是勝或敗， 連勝文你的地位已經被決定了 ， 因為包括深藍的這些， 你看媒體人什麼的， 我們的唐(湘龍)兄什麼， 都很明白的講， 你就是還沒有做好準備， 所以你的定位基本上就是這樣， 即便你今天勝選， 我覺得很多人對你會產生很大的質疑。」[452]
- 李敖：

|  | 連勝文看起來像豬一樣，沒有本領。 柯陣營看起來，嘴裡面含了個番薯一樣，話都講不清楚，兩個都是笨蛋。可是柯文哲有一個機會使我們覺的他可能會改變，可能會有一個發展。而連勝文沒有了，被定型了嘛，並且不選連勝文另外一個好處，是我們向北京抗議，就是連戰到北京，第一次帶著連勝文給胡錦濤看 ，第二次帶著連勝文給習近平看，你給兩岸拉皮條，原來拉了半天 ，給你兒子拉皮條，共產黨說關心台灣問題，原來關心的是國民黨權貴的兒子，我們會服氣嗎？台灣人民會服氣嗎？當然不服氣，就讓你落選給你看，給北京看。 不要選連勝文 ， 不要選他， 太討厭了 ，選連勝文使我們覺的我們住在北韓。 |

- 李豔秋：連勝文竟然用經濟恐嚇中間選民。一個地方選舉，硬要拉高成「台北勝，台灣贏」，還扯出中韓FTA，好像只有連勝文的國際經驗可以救台灣，偏偏他在訪談中又答不出所以然，「膨風的草包」形象就此確立。[454][455]

## 柯文哲陣營

### 任用替代役役男
2014年7月23日《壹周刊》報導中指出柯文哲辦公室任用研發替代役役男，引發爭議。柯文哲辦公室表示，顏姓役男為永光儀器公司派駐，前來建立資訊系統。柯文哲強調，希望建立一個新的政治文化，「若是合法，就繼續用；不合法，就退貨」，如果顏姓替代役男具有正當合法工作權利，不應該遭到批評或攻擊就將他辭退，還是要回歸法律面，「一切依法行事」。役政署甄選組長卓煥新表示，該替代役男僅替競選總部協助資訊服務，並無違反行政中立之虞。

### 羅淑蕾指控柯文哲
1. 欺壓小護士、不給加班費：7月25日，國民黨立委羅淑蕾在政論節目上爆料說，接獲台大護士檢舉告狀柯文哲「欺壓小護士、不給加班費」，柯是「血汗老板、 血汗醫院[459]」 ，羅強調「我當然有證據，適度的時間，護士會出來指控，歡迎柯文哲來告」，「大家拭目以待 、我會讓你們心服口服」[460][461][462]。已經離職的葉克膜團隊技術員說，沒給加班費是真的，因為柯文哲都是直接給補休，要求大家多休息，因為幫病人裝葉克膜時，不能出任何差錯[463][464]。
2. 不會開刀、不會看門診、不會裝葉克膜：8月16日，羅淑蕾於政論節目指控柯文哲「不會開刀、不會看門診、不會裝葉克膜」。柯文哲回應，他的主要工作是管理外科加護病房，本來就不用開刀、沒有門診、 「台灣首台葉克膜我教的」。[465][466][467][468]
3. 幫藥物廠商代言、把病患當白老鼠：8月29日，羅淑蕾以台大醫院外科加護病房團隊「急、重、創聯合網」網站的「臨床實驗檔案」資料，質疑柯文哲幫藥物廠商代言、把病患當「白老鼠」。柯辦回應，台大醫學相關新藥試驗都是依照衛福部食品藥物管理署的「藥品優良臨床試驗準則」執行，若要指控，先拿出事證及違反醫療法規的證據。反批羅淑蕾，「僅憑片段文字內容，進行扭曲、抹黑」，對日前的烏龍指控都尚未道歉，企圖再度製造出2014年的宇昌案。[469]
4. 私設帳戶貪污、洗錢：9月10日，羅淑蕾召開記者會，指控柯文哲私設MG149帳戶洗錢。[470][471][472][473]
5. 涉入中國大陸器官買賣：10月28日，羅淑蕾說三、四個月前就接獲爆料，指柯文哲可能涉入中國大陸器官買賣，羅淑蕾還批柯文哲說謊，因為他是「器官捐贈勸募小組」的負責人。[474][475]

### 批評陳以真 失言風波
9月7日 ，柯文哲在嘉義市輔選時，指國民黨嘉義市長參選人陳以真，年輕長得漂亮，可去坐櫃檯或當觀光局代言人，不適合當市長，引來陳以真回批歧視女性。 隨後被連勝文團隊及候選人檢視聯盟摘取他著作中的言論，批評柯文哲言論歧視女性。柯文哲解釋說，他的談話重點是認為當市長要有一定社會歷練與應變抗壓能力，而不是說長得漂漂亮亮或年輕，就是一個當市長的條件；「我要講的是這樣，不過有時候在場合當中，是不是有精確傳達訊息，我自己要檢討一下。」

### MG149
9月10日，羅淑蕾召開記者會，指控柯文哲私設MG149帳戶、制定內規、作假帳，涉及貪汙、洗錢、逃漏稅，並按鈴對柯申告。柯營競選總幹事姚立明、發言人簡余晏、李應元在律師陪同下，至地檢署按鈴申告，控告羅淑蕾誣告、妨礙名譽、意圖使人不當選。
9月18日，柯文哲舉行記者會反擊，並公布競選經費、所得清單、財產清單、SICU私帳、 18年扣繳憑單。
10月6日，台大醫院院長黃冠棠於立法院答覆羅淑蕾質詢時，表示MG149帳戶沒有問題。
10月20日，審計部調查後回覆立法院，未發現違法。

### 妻子助選爭議
10月10日，柯文哲訪美時，妻子陳佩琪於國慶日假期掃街拜票，因她在公立醫院任職，被指控有違法疑慮。銓敘部表示陳是公務人員，依《公務人員行政中立法》規範即使下班或休假時間也不可有輔選行為，但是否違法，是個案認定，應由主管機關台北市人事行政處認定。台北市人事處表示，第6條有稍微放寬標準，配偶可以「眷屬」身分站台，但不能助講。至於陳佩琪的行為是否違反行政中立，則必須視現場狀況而定。
11月11日，立法院通過民進黨立委尤美女的提案修法，修訂《公務人員行政中立法》使候選人的配偶(如果對方是公務員)以及二親等內的親屬，就可以公開站台、助講、遊行、及拜票，俗稱「陳佩琪條款」。

### 地瓜事件
黃怡華為柯文哲的公民顧問團成員，曾於太陽花學運期間提供免費地瓜的「地瓜媽媽」。
10月18日黃怡華在臉書寫道，她聽說16日創世基金會舉辦郊遊事宜時，一位單親媽媽也跟著去賣烤地瓜，她得知連勝文也在現場後，便不停拜託連買份地瓜，「他也好心地買了50元他最不愛的地瓜(好偉大喔！)」。當時旁人希望連勝文能吃一口地瓜，鼓勵地瓜媽媽，「哈哈，竟沒想到一個轉身他把地瓜迅雷不及眼耳，丟棄於『可愛的垃圾桶』」。由於該篇發文以「聽說」起頭，也沒附上照片，讓不少網友質疑黃怡華發文內容。。柯文哲說，這個社會就是少聽說，選戰到最後不免會有攻防、批評，但應盡量節制，「也不要用『聽說』，對我來講，我沒有看過，不想去評論什麼。」
10月21日，國民黨在《中國時報》、《聯合報》及《蘋果日報》刊登半版廣告，刊登「連一顆地瓜，柯文哲陣營都要抹黑！」廣告附上一張連勝文大口吃地瓜的照片，並註明該照片是「截取自自由時報網路，記者劉信德拍攝，就是鐵證！」柯文哲表示，「當然對手（連勝文）也有權利表達他的意見，只是說，老實講我自己看得很吃力，黑嘛嘛的，字寫得不是很清楚、又很小，我倒覺得那個比較像抹黑廣告。」連營併以紙本印刷夾報發送。
11月4日，《台灣新聞攝影研究會》報導，這張照片經過查證後，確認並非《自由時報》的記者劉信德拍攝，而是另一媒體《風傳媒》的記者拍攝，刊登在《風傳媒》的網站上。國民黨的廣告和文宣，明顯誤植了照片，記者劉信德已委託律師發出存證信函，要求國民黨立即停止刊登錯誤廣告，以及停止發送錯誤文宣，並於四大報刊登廣告道歉。
11月16日，黃怡華說，她當時也只是聽說而已，也許她說錯話了。事件發生後，她覺得很對不起柯文哲。「地瓜事件」發生後，他們賣地瓜的單親媽媽們有受到一些困擾，她覺得很不好意思。

### 中國大陆器官買賣風波
人權律師童文薰於臉書引述美國作家伊森·葛特曼在其著作《The Slaughter: Mass Killings, Organ Harvesting, and China's Secret Solution to Its Dissident Problem（譯名：屠殺：大規模屠殺、活摘器官、以及中國大陸秘密解決它內部的持不同政見者問題）》中描述有關中共強摘法輪功學員的指控，童文薰暗指柯文哲與中國仲介器官買賣有關，引發媒體關注及連勝文陣營的攻擊。法輪功人權律師團10月28日發表聲明指出，童文薰從未參與法輪功人權律師團之工作，其一切言論與法輪功人權律師團無關 。童文薰不久後即刪除之前在臉書發表的相關文章。

### 竊聽風波
2014年11月1日，連營總幹事蔡正元連番提前公布柯文哲行程與市政顧問團名單。柯辦彭姓工作人員找來徵信業者一同清查電信箱、電話等設備。
11月4日晚間11點多，柯文哲競選團隊聲稱在台北市建國南路的政策部辦公室發現幾條竊聽用的音源線，柯陣營事後報警處理。
11月22日，檢警懷疑柯辦助理彭盛韶所請來的徵信業者涉嫌裝竊聽器，但因證據不足，裁定2人無保請回。彭盛韶到案後列為被告原裁定交保，因抗拒交保後改無保飭回，限制住居。
2014年11月24日，國民黨在報紙刊登半版廣告指控柯營「自導自演 假竊聽案」。柯文哲反問，對手說要八千萬元打這場選戰，但電視廣告跟報紙廣告早就不知道是八千萬的幾倍了，「不要再刊這種打問號的廣告，有本事請用連勝文本人或連勝文的競選總部具名」，「這樣我才知我要告誰！」。蔡正元到地檢署控告柯文哲、姚立明、簡余晏、李應元和張景森，偽造刑事犯罪證據、加重誹謗及意圖使連勝文不當選等罪。蔡正元公開指控柯陣營自導自演；柯文哲表示要蔡正先說明為何有他們的競選行程跟市政顧問團名單。
2014年11月25日，柯文哲召開記者會表示他一貫的態度光明磊落，就比照MG149，把彭盛韶與業者的簡訊、通聯記錄、LINE的內容全部公開接受檢驗 。連勝文表示，「不知道內部有沒有動過手腳」，蔡正元指Line的對話紀錄可以編造，此舉根本是「串供」，等張景森被傳喚時，可據此編造謊言。蔡還在臉書說：「捷運殺人犯鄭捷也可以公布跟他父母的通聯記錄，然後雙手一攤說『人不是我殺的』」。
2014年11月26日，北檢傳喚張景森、柯辦人員彭盛韶、徵信業者吳德義、林俊宏應訊。涉嫌動手腳的徵信業者林俊宏面對鏡頭表示，「我對社會已經交代清楚，對柯辦感到不好意思」。張景森透過臉書表示，林姓業者為自己的作為引起不安，向他道歉。
2014年11月27日，檢察官傳訊後表示吳姓及林姓徵信業者等被告已無勾串共犯或證人之虞，亦無未予羈押難進行追訴之情事，原本聲請羈押被告之事由及必要性，目前已不存在，因此決定不提抗告。
2015年11月24日, 台北地院依竊盜罪判林姓徵信業者拘役 50 日，依背信罪判林姓徵信業者 4 個月徒刑，緩刑 2 年，但須繳 4 萬元給國庫並接受法治教育。全案無人上訴定讞。

### 綠卡風波
11月12日，柯文哲表示，二二八事件祖父被拷打逝世，因而造成親人們的心靈陰影，家族中只剩父親柯承發留在台灣，叔叔、伯伯都前往美國，因此為父親申請綠卡；父親也為他申請，但台大醫學系畢業後，告訴父親「我如果當醫生要醫台灣人，不要醫美國人」，拒絕前往美國，申請到一半放棄，並沒有拿過綠卡。

### 收受連戰夫婦所贈紅酒
網友找到陳佩琪三個月以前曾在臉書貼過連戰夫婦贈與柯文哲的兩瓶紅酒照片，酒牌為SILVER FOX，單支價格不超過新台幣500元。
11月17日，連營執行副總幹事周守訓在《前進新台灣》指責柯文哲身為國立醫院的醫生不應收紅酒，應該退回去，並且懷疑是否還有收過其他禮物。隔天，周守訓改口指不管有沒有動刀，或是幕後指派人手的人，包括柯文哲在內，「連戰夫婦都感謝」，「我沒有說他該不該收，我是說該不該po，(陳佩琪)po照的時機點讓人有不當的聯想」。

### PTT網軍疑雲
11月18日，《周刊王》刊載X先生指控柯文哲在PTT八卦版至少有33個網軍的帳號，宣稱IP都是來自於柯文哲競選總部和松江路。部分帳號的IP並非來自此地，部分是中華電信的浮動IP，33個帳號的總發文數共270多篇，部分帳號根本沒在八卦版發過文、部分網友是批評柯文哲、是泛藍網友聚集的政黑版常客。被點名是柯P網軍的noonee批評綠營的發文近700篇。noonee在政黑版發文表示不解：「現在是什麼狀況？我不想紅啊！」另一被點名的TonyQ確實在柯辦擔任志工，TonyQ表示，自己早在之前就公開過擔任柯辦志工一事，而且身為10年資歷的鄉民，版上的文章絕對經得起考驗。

### 臺大醫院器官捐贈移植程序風波
台大研究團隊，於1996年至2000年間，進行以葉克膜技術輔助器官移植的研究，共進行26個病例。這是世界上首次將葉克膜技術應用於器官移植程序之中，相關成果於2000年發表於國際醫學期刊上， 《Extracorporeal membrane oxygenation support of donor abdominal organs in non-heart-beating donors》（用葉克膜維護心跳停止之器官捐贈者的腹腔內器官）Clin Transplant. 2000 Apr;14(2):152-6.，但因為可能涉及毀壞屍體等法律爭議，這項技術並沒有在台灣推廣。
2014年11月20日，國民黨立委蘇清泉與廖國棟，指稱接獲爆料，在立法院提出質詢，指在26個病例中有4個病例未做腦死判定，懷疑台大醫療團隊可能涉及強摘器官。蘇清泉聲明在提出質詢前，曾諮詢過高資敏與魏崢醫師。高資敏與魏崢否認相關資料是由他們提供，但對於相關案例分別提出質疑，認為未做腦死判定，涉及違法。國民黨立委費鴻泰也對柯文哲提出質疑。此事件引起引起醫界大反彈，醫勞盟發起連署，要求蘇清泉委員辭去醫師全聯會理事長。
臺北地檢署表示，醫院針對器官移植手術及患者腦死判別，有一套非常嚴謹的程序，看不出有何違法之處，沒必要分案調查。

### 小三牌
2014年11月20日 ，Ptt鄉民cutecandy在八卦版爆卦:「『 [爆卦] 一個出軌醫生的告白 - To My Cinderella』
今天中午吃得太飽，睡著的時候做了一個夢 :在夢中撿到一封"在台北騎腳踏車的醫生"對自己婚外情的告白」，共有5封情書，並附上一則2006年有關謝璧蓮的新聞報導，影射市長候選人柯文哲有婚外情，謝璧蓮是婚外情的女主角。Ptt上相關的三篇八卦都被以造謠為由刪除並停權 ，原上傳者cutecandy稱ptt帳號被盜 ，已於21日報警並公開報案三聯單。11月26日15:21 ，《中時電子報》刊登出一篇標題《寫情書給女記者？柯文哲：一笑置之》的新聞，文中引述Ptt網路傳聞，直指柯文哲10年前曾經與謝璧蓮交往，並附上5封情書全文，該報導約兩小時即下架，但中時網站《旺報》電子報從15:22也刊登這則新聞，此報導被瘋狂轉載，網友說「小三牌，等好久了」、「接下來會有私生子出來認爸爸」。柯文哲則回應說，網路世界有好處也有壞處，唯一可以做就是一笑置之，深呼吸放輕鬆，若血壓太高就藥再吃一顆。

### 邱毅指控柯疑似推銷葉克膜
前國民黨立委邱毅9月多次在政論節目宣稱，他手中有所有柯文哲進出中國的資料，指柯文哲去中國幫廠商推銷葉克膜，並質疑柯曾接受美敦力等廠商的捐款。9月30日，邱毅指出，柯文哲曾經在2008年，到江蘇無錫參加美敦力所舉辦的葉克膜培訓班演講，並分配到活動註冊費的一成。邱毅質疑柯是用學術會議名義請公假。台大主秘林達德說，國際會議的主辦單位通常是學術單位，會有廠商贊助，但學校的對口單位不會是廠商 。
國民黨立委羅淑蕾也多次質疑MG149接受葉克膜廠商捐款，但藍營卻一直苦無證據。
11月19日，連勝文的粉絲在臉書發出一段以前柯文哲在凱校演講的片段，26秒的影片中柯說：「我以前常常去大陸，我也是台商你知道，去賣葉克膜」。連陣營見獵心喜，認為終於抓到了！連勝文再度追打葉克膜議題，柯文哲重申，大陸會使用葉克膜醫院，都是他教的，他是教學和技術指導，不是去賣機器，他在演講中開玩笑說自己也是台商，去中國賣葉克膜，是在吹牛 。11月27日，《中國時報》及《聯合晚報》，出現一則「請問柯文哲先生」的匿名半版廣告，質疑柯文哲以葉克膜專家代表赴大陸配合特定葉克膜廠商做行銷活動。柯文哲針對該廣告回應說：廠商只會賣葉克膜，不會用，所以要有人教，「去教怎麼用」，他並不是代表台大去上課。並批評這廣告連署名都不敢，「跟黑函差多少？」隨後邱毅和國民黨立委費鴻泰在立法院召開國民黨黨團記者會，拿報紙廣告質疑柯文哲收錢當葉克膜廠商的業務。邱毅強調，這廣告不是他登的，登的單位他也不熟，「但是廣告內容我是非常熟」，還說廣告上的照片最早就是他公布的。費鴻泰也說，「不是他(邱毅)登的，他登的我就不找他來。」邱毅另外還拿出2008年3月柯文哲出席在江蘇無錫市舉行的美商葉克膜培訓班會議記錄，上頭寫著「台灣大學醫學院　柯文哲」，指控柯文哲堅稱自己是用私人身分前往，為何不要求主辦單位將「台大醫學院」拿掉？邱指控柯文哲若是請公假去美商活動那就是詐欺、偽造文書，要是領了差旅費便是貪污，要求柯文哲講清楚說明白。針對邱毅的質疑，柯文哲回：「等邱毅分的清香蕉跟太陽花的差別，再來回答他的問題。」
12月12日，台北市選委會監察小組會議議決，《中國時報》違法於選前(11月27日)刊登未載明委託人之競選廣告，處以最高罰鍰200萬元；《中天電視》在選舉日違法刊登候選人的競選活動，中天及其代表人，各處以200萬元罰鍰。

### 洞洞說
2014年9月7日，柯文哲在陽明大學演講時，自稱當初選擇走外科時，是因為「當醫生好像礦工」，耳鼻喉科有五個洞，「婦產科只剩下一個洞」，「在女人大腿當中討生活」。消息一出，立刻引發社會熱烈議論。在引發批評後，柯文哲已在臉書發文道歉。

### 疑似支持者操作事件

#### 日本AV女優封面風波
網友嗨森堡，將連勝文夫妻與AV女優封面合成，上傳於Facebook。該作者自稱是國民黨黨工，為了攻擊柯文哲陣營，所做的反串行為，但亦可能是柯文哲支持者，所作的反反串行為。該網友的行為，超過一般人所能認同的底線，遭受兩方支持者的撻伐。

## 國際媒體報導

### 有關連勝文
- 2014年 6月 27日，美國彭博商業周刊 (Bloomberg Businessweek) 報導：連勝文顯赫家世，既成為其與生俱來的政治資產，但亦成為選戰中被批評為「子憑父貴」的「官二代」，連勝文只以「出身家世無法改變」以阻擋對手攻擊。[532]
- 2014年 11月 11日，英國廣播公司 (BBC) 報導：連勝文被形容為世家子弟，被指「不但有錢也有權」，成為他從政的負擔。而連勝文本人的資歷與家族的財富也受到外界的質疑，這令連勝文的政見相對地被忽視。[533]
- 2014年 11月 18日，英國廣播公司 (BBC) 報導：連勝文比柯文哲年輕十一歲，但是選戰到了最後關頭，連勝文打的卻是國民黨最傳統的選舉戰法，難怪有人說：「這張恐嚇牌早就老掉牙了！」或許連勝文與國民黨，都該好好想一想，除了國家認同，究竟藍、綠在意識型態上，有何差異？[534]
- 2014年 11月 22日，英國經濟學人報導：連勝文出身自中國國民黨最有錢政治家族，很多台灣人將連勝文視為「享盡特權的太子黨」。[535][536]
- 2014年 11月 27日，紐約時報(New York Times)以《地方首長選舉可能改變台灣的政治均勢》(Mayor's Race Could Alter Balance of Political Power in Taiwan)為題指出，柯文哲擁有的高民望，或許可能被國民黨長年威權統治下的財富與政黨機器蒸發。連勝文儘管有政治血統和背景，卻同樣缺乏政治歷練，使連勝文無法利用對手的弱點。他強調經濟主題，推銷自己的投資經驗，及悠遊卡董事長的工作。但是，在公眾越來越多地關注貧富差距和台北住房成本過高問題時，連家的政商關係和他個人財富反而害了他。中央研究院研究員林繼文指出，連勝文太年輕、缺乏經驗，似乎連台北普通人的生活都不太明白。英國Nottingham大學的中國研究專家Jonathan Sullivan說：「連勝文是出身台灣最有錢的政治家庭、享近特權的太子黨，他沒有能力說服民眾，除了出身權貴，他還有沒有什麼可取之處。」[537]
- 2014年 11月 28日，紐約時報中文網  《台北市長獨立候選人挑戰國民黨》一文中提到：英國諾丁漢大學學者蘇利文說，「馬英九追求與中國建立更緊密經貿關係的好處並沒有涓滴到普通選民中，這也給連勝文帶來不利。連勝文根本無法說服選民，自己不是人們認為他所屬於的那一類人：來自台灣富裕且擁有政治權勢的家族之一的特權太子黨。連勝文想顯示自己務實的嘗試不夠儘力，而他真正的地位和想法又常常被他後來的失言暴露無疑。」[538]

### 有關柯文哲
- 2014年 11月 11日，英國廣播公司(BBC)報導：柯文哲個人的坦率與睿智，讓他在「候選人特質」這項條件上佔盡優勢[539]，柯文哲確實有著異於傳統政治人物的思維與競選模式，支撐他的支持度至今不墜。他諸多作法確實跳脫了傳統藍、綠政治人物的框架。雖然都是些「戰術」，但如果沒有理念為後盾，恐怕這些「戰術」也難以施展開來。在碰到質疑時，政壇老手都知道，「細節往往是經不起放大鏡檢驗的」，但是柯文哲卻以「就算斷手斷腳，也要取得道德的正當性！」，讓他在面對這些危機事件時，關關難過關關過。柯文哲關閉募款帳戶的動作，後來也引起賴清德跟進，柯文哲這些獨創的作法，是台灣選舉史上的第一次，未來勢將令更多參選人效法。[540]
- 2014年 11月 27日，紐約時報(New York Times)以《地方首長選舉可能改變台灣的政治均勢》(Mayor's Race Could Alter Balance of Political Power in Taiwan)為題，指出台大醫師柯文哲以政治新手之姿問鼎台北，在備受看好情況下，將成為國民黨近年來所面臨的最大挫折。報導形容，55歲的柯文哲是台灣社會菁英中的一員，有著直言不畏的講話方式，在現在的台灣政治板塊中獨立存在，卻將有可能在台北市長選戰中大勝國民黨。[537][541]
- 2014年 11月 28日，紐約時報中文網  《台北市長獨立候選人挑戰國民黨》一文中提到：他(柯文哲)似乎是在重複奧巴馬沒有藍州和紅州之分的說法，柯文哲說，「醫生穿的白大褂沒有藍綠之分。醫學界只有對錯之別。」英國諾丁漢大學的中國問題學者蘇利文(Jonathan Sullivan)說，「雖然柯文哲不是一位經驗豐富的政客，但他面對批評能坦然自若，還能把連勝文對自己的攻擊轉化為對連的反擊，在這方面他表現出一種天生的本領。」[538]